# That's Rich
That's Rich (з англ. — Це смішно) — пісня ірландської співачки Брук, яка була випущена 13 січня 2022 року. Ця пісня представляла Ірландію на Євробачення 2022, де посіла 15 місце у другому півфіналі, через що, відповідно, не змогла пройти до фіналу.

## Євробачення

### Eurosong 2022
16 вересня 2021 року національний мовник Ірландії Raidió Teilifís Éireann (RTÉ) відкрив період подачі заявок, за який співаки та композитори могли подавати свої роботи на конкурс до 22 жовтня 2021 року. Учасники були представлені між 17 і 21 січня 2022 року на The Ryan.
Eurosong 2022 був національним остаточним форматом, розробленим RTÉ для того, щоб вибрати заявку Ірландії на пісенний конкурс Євробачення 2022. Конкурс транслювався під час спеціального випуску The Late Late Show , що відбувся 4 лютого 2022 року. Після завершення, мав бути вибраний представник на конкурсі «Євробачення 2022». За поєднанням голосів студійного та міжнародного журі та телеголосування «That's Rich» було обрано переможцем та представником на Євробаченні 2022.

### На Євробаченні
Після жеребкування, що відбулося 25 січня 2022 року, стало відомо, що Ірландія виступить у другому півфіналі, який відбувся 12 травня 2022 року, між Кіпром та Північною Македонією. Але, Ірландія зайняла 15 місце, через що не змогла потрапити до фіналу.

## Чарти
| Чарт (2022)    | Найвища позиція |
| -------------- | --------------- |
| Ірландія(IRMA) | 54              |